# Matvéi Kazakov
Matvéi Fiódorovich Kazakov (en ruso: Матве́й Фёдорович Казако́в; Moscú, 1738 – Riazán, 7 de noviembre de 1812) fue un arquitecto ruso de estilo neoclásico y palladiano, uno de los más influyentes durante el reinado de Catalina II de Rusia, ya que llevó a cabo la construcción de numerosas residencias privadas, dos palacios reales, dos hospitales, el edificio principal de la Universidad Estatal de Moscú y el Palacio del Senado del Kremlin. Muchas de sus edificaciones, como el edificio de la universidad, fueron destruidas por el incendio de Moscú de 1812 y luego fueron reconstruidas con diversos grados de modificación respecto a los diseños originales. 

## Biografía
Matvéi Kazakov nació en Moscú en 1738, hijo de un funcionario del gobierno y anterior sirviente que había ganado su libertad enrolándose en la armada. Cuando Kazakov tenía doce años de edad, ingresó en la escuela de arquitectura de Dmitri Újtomski —principal arquitecto en época de Isabel I de Rusia—, donde estudió y trabajó hasta 1760. Tras la desolación causada por el incendio de la ciudad de Tver en 1761, Kazakov se encargó del proyecto de su reconstrucción como arquitecto novel, bajo la dirección de Piotr Románovich Nikitin, durante siete años. El Palacio de Viaje (Путевой дворец) de Tver fue completado por Kazakov en 1767.

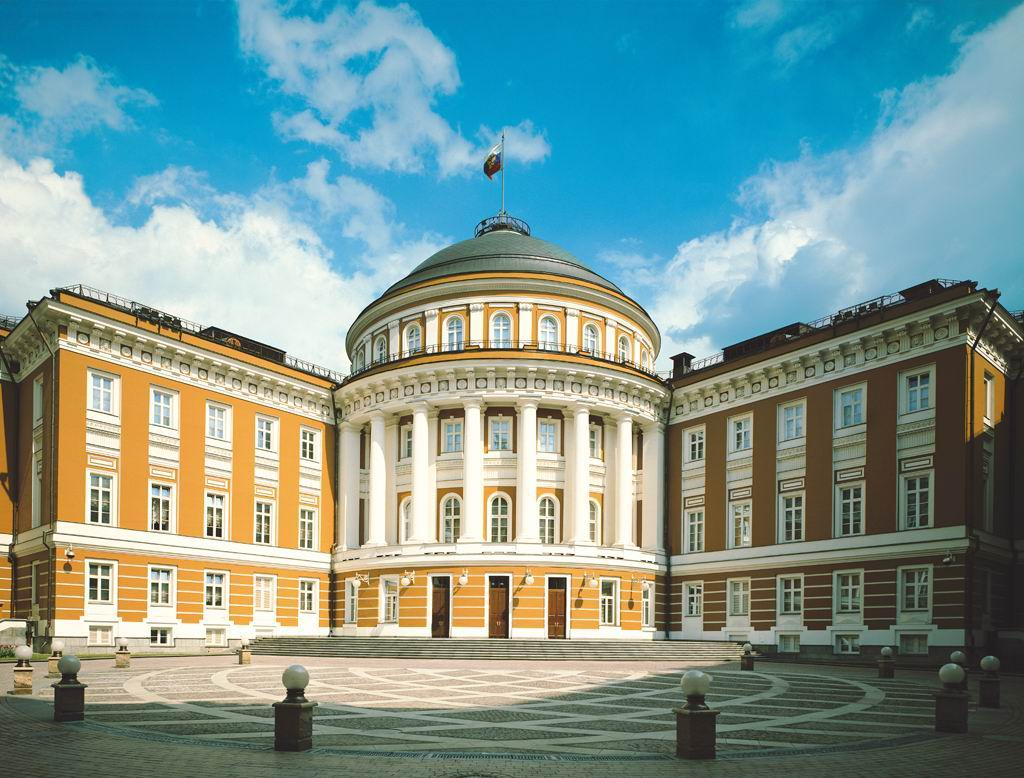
Palacio del Senado del Kremlin.

En el año 1768, Kazakov se unió a Vasili Bazhénov y su proyecto del Gran Palacio del Kremlin. Ambos tenían la misma edad pero habían recibido educaciones muy diferentes, ya que mientras Bazhénov había sido formado con una educación muy europea, Kazakov había aprendido el oficio mediante la reparación de reliquias del Kremlin, no habiendo viajado nunca lejos de Moscú. El enorme proyecto avanzaba muy lentamente hasta su cancelación en 1774;  para entonces Kazakov, como otros arquitectos, ya estaba trabajando en pedidos privados, debido a la alta demanda tras el incendio que arrasó la rica calle Tverskaia de Moscú. 
Kazakov se alejó profesionalmente en aquel momento de Bazhénov. Su primer encargo real fue diseñar un palacio temporal para Catalina II, trabajo por el cual recibió la licencia de Arquitecto de la Corona en 1775 y que le proporcionó una demanda constante de proyectos privados. Volvió a asociarse con Bazhénov ese mismo año de 1775 y juntos trabajaron en los pabellones reales temporales que servirían para la celebración del Tratado de Küçük Kaynarca que significaba la paz entre el Imperio ruso y el otomano. Las edificaciones, de estilo neogótico, llevaron a Catalina II a otorgarles sendos importantes proyectos: el Tsarítsino a Bazhénov y el Palacio Petrovski a Kazakov.
Ya en 1806, Kazakov se retiró. Tras la batalla de Borodinó contra la Grande Armée napoleónica, los parientes de Kazakov le trasladaron a la ciudad de Riazán, donde trataron de ocultarle el devastador incendio que destruyó Moscú muy poco después, pero Kazakov terminó enterándose. Finalmente, Matvéi Kazakov falleció el 7 de noviembre de 1812 —26 de octubre según el calendario juliano usado allí entonces— y fue enterrado en el Monasterio de la Trinidad de Riazán.
Kazakov tuvo tres hijos, Pável, Vasili y Matvéi. Los dos primeros murieron muy jóvenes, mientras que Matvéi llegó a los 39 años. Los tres estudiaron arquitectura.
Los aprendices y ayudantes más exitosos de Kazakov fueron Joseph Bové, Iván Yegótov (1756–1815), Fiódor Sokolov (1752–1824) y Alekséi Bákarev (1762–1817).